# Village urbain Centre-Ville
 (novembre 2024).
Si vous disposez d'ouvrages ou d'articles de référence ou si vous connaissez des sites web de qualité traitant du thème abordé ici, merci de compléter l'article en donnant les références utiles à sa vérifiabilité et en les liant à la section « Notes et références ».
Le village urbain Centre-Ville est l'un des 20 villages urbains de Gatineau. Il comprend essentiellement le secteur de l'île de Hull et son pourtour immédiat : le boulevard Saint-Joseph, le pôle institutionnel de l'Université du Québec en Outaouais, le secteur du Casino et le secteur Fournier.
La population résidante est un peu plus de 14 270 personnes.

## Histoire
Voir Wright's Town.

## Attraits touristiques
- Statue de Maurice Richard
- Parc Jacques-Cartier
- Bal de neige (hiver seulement)
- Musée canadien de l'histoire
- Marina de Hull
- Monument Plus jamais la guerre (situé au manège militaire de Hull)
- Parc Montcalm-Taché
- Centre Robert-Guertin
- Maison Fairview
- Théâtre de l'Île
- Ruisseau de la Brasserie
- Rue Montcalm
- Pont de la tour Eiffel
- Casino du Lac-Leamy
- Hôtel Chez Henri
- Place des Portages
- Monument Papa (situé à l'angle du boulevard Maisonneuve et Allumettières)